# Боярышник точечный
Боярышник точечный (лат. Crataegus punctata) — дерево, вид рода Боярышник (Crataegus) семейства Розовые (Rosaceae).

## Распространение и экология
В природе ареал вида охватывает Северную Америку — от юго-восточных районов Канады и Миннесоты на севере до Джорджии и Оклахомы на юге.
Произрастает в кустарниковых зарослях, по сухим склонам с богатой делювиальной почвой, поднимаясь в южной части ареала до 1800 м над уровнем моря.
|                                                      |
|                                                      |
|                                                      |
| Сверху вниз: Ствол в нижней части. Цветки. Косточки. |

## Ботаническое описание
Дерево высотой до 7—10 м. Крона плосковершинная, низко посаженная, образующаяся горизонтально распростёртыми, реже восходящими ветвями. Ствол короткий, бороздчатый, диаметром 30-40 см. Ветки оранжево-коричневые или пепельно-серые; молодые побеги серо-опушённые. Колючки многочисленные, крепкие, тонкие, прямые, светло-коричневые или серые, длиной до 5—7,5 см, на крупных ветвях и в верхней части ствола разветвлённые.
Листья обратнояйцевидные, цельные, с острой или закруглённой вершиной и клиновидным низбегающим цельнокрайным основанием, выше середины мелко- и остро-двоякопильчатые, длиной 2—7,5 см, шириной 0,5—5 см, с обеих сторон опушённые, позднее сверху голые, серо-зелёные, снизу негусто опушённые, осенью становятся ярко-оранжевыми или красными; на длинных побегах иногда неглубоко лопастные, длиной до 10 см. Черешки длиной 0,5—1,5 см, обычно опушённые, в верхней части крылатые.
Соцветия мохнатые или войлочно опушённые, 12—15-цветковые. Цветки диаметром 1,5—2 см, с белыми лепестками и цельнокрайными или слабо железисто-пильчатыми чашелистиками. Тычинок около 20, с розовыми пыльниками; столбиков 2—5, с пучками белых волосков у основания.
Плод — яблоко, собраны в поникающие гроздья, коротко-эллипсоидальные или почти шаровидные, диаметром 1,3—2,5 см, тускло-красные, с многочисленными мелкими светлыми точками и мучнистой желтоватой мякотью. Косточек 2—5, тупо трёхгранных, длиной до 10 мм, шириной 8 мм, на спинке глубоко ребристых.
Цветение в мае — начале июня. Плодоношение в октябре, плоды по созревании быстро опадают.

## Значение и применение
С 1746 года широко распространен в культуре. Этот сильно колючий боярышник, декоративный в период цветения и плодоношения, применяется для создания непроницаемых изгородей.
В России растёт и плодоносит в Санкт-Петербурге, Москве, Нижнем Новгороде, Брянске, Воронежской области (Каменная степь), Пензе, к востоку от Урала указан в Свердловской области и в южной части Приморского края.

## Таксономия
Вид Боярышник точечный входит в род Боярышник (Crataegus) трибы Pyreae подсемейства Спирейные (Spiraeoideae) семейства Розовые (Rosaceae) порядка Розоцветные (Rosales).
|  |                                      |  |                                                              |                                                              |                   |  | ещё 8 семейств (согласно Системе APG III) | ещё 8 семейств (согласно Системе APG III)    |                                              |  |  |  | ещё 7 триб (согласно Системе APG III)         | ещё 7 триб (согласно Системе APG III)         |  |  |  |  | ещё от 200 до 300 видов | ещё от 200 до 300 видов |
|  |                                      |  |                                                              |                                                              |                   |  | ещё 8 семейств (согласно Системе APG III) | ещё 8 семейств (согласно Системе APG III)    |                                              |  |  |  | ещё 7 триб (согласно Системе APG III)         | ещё 7 триб (согласно Системе APG III)         |  |  |  |  | ещё от 200 до 300 видов | ещё от 200 до 300 видов |
|  |                                      |  |                                                              | порядок Розоцветные                                          |                   |  |                                           |                                              | подсемейство Спирейные                       |  |  |  |                                               | род Боярышник                                 |  |  |  |  |                         |                         |
|  |                                      |  |                                                              | порядок Розоцветные                                          |                   |  |                                           |                                              | подсемейство Спирейные                       |  |  |  |                                               | род Боярышник                                 |  |  |  |  |                         |                         |
|  | отдел Цветковые, или Покрытосеменные |  |                                                              |                                                              | семейство Розовые |  |                                           |                                              | триба Pyreae                                 |  |  |  | вид Боярышник точечный                        |                                               |  |  |  |  |                         |                         |
|  | отдел Цветковые, или Покрытосеменные |  |                                                              |                                                              |                   |  |                                           |                                              |                                              |  |  |  |                                               |                                               |  |  |  |  |                         |                         |
|  |                                      |  | ещё 44 порядка цветковых растений (согласно Системе APG III) | ещё 44 порядка цветковых растений (согласно Системе APG III) |                   |  |                                           | ещё 8 подсемейств (согласно Системе APG III) | ещё 8 подсемейств (согласно Системе APG III) |  |  |  | ещё около 60 родов (согласно Системе APG III) | ещё около 60 родов (согласно Системе APG III) |  |  |  |  |                         |                         |
|  |                                      |  |                                                              | ещё 44 порядка цветковых растений (согласно Системе APG III) |                   |  |                                           |                                              | ещё 8 подсемейств (согласно Системе APG III) |  |  |  |                                               | ещё около 60 родов (согласно Системе APG III) |  |  |  |  |                         |                         |